# Àliga de Reus

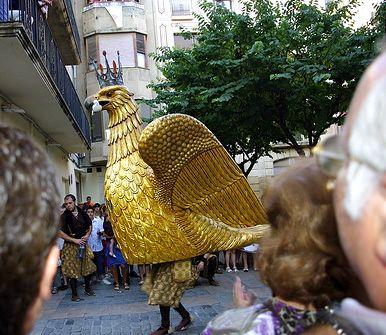
Àliga de Reus

L'Àliga de Reus és un dels elements del Seguici Festiu de Reus i forma part del bestiari popular català.
És un dels components del bestiari més antics i amb una personalitat diferenciada. Està documentada a Reus des del 1627. El 1683 ballà davant l'arquebisbe de Tarragona amb motiu del trasllat de la Mare de Déu de Misericòrdia al seu nou santuari.

## Història
A partir de la guerra de Successió adquireix molta importància per als reusencs, ja que era el símbol heràldic de la casa de l'Arxiduc d'Àustria i els seus partidaris l'adoptaren com a emblema. Eren coneguts com a «aligots». L'Arxiduc va donar a Reus el títol de ciutat i el dret a portar una àliga al seu escut. El triomf de Felip V de Borbó va implicar la prohibició de l'àliga, que es va convertir en un símbol de la resistència i es va utilitzar com a figura ornamental en moltes cases reusenques, sobretot feta de ferro forjat als balcons, per mostrar l'adhesió a la causa austriacista. Era una figura incòmoda, i el 1722 els botiflers la van trencar, li van clavar ganivetades, li van treure els ulls i la vara d'autoritat. Va ser reconstruïda i va sortir el 1725, quan es signa el tractat de pau entre Felip V i l'emperador Carles. Va participar també a la festa en honor de sant Bernat Calbó el 1733. L'última sortida registrada de l'àliga de Reus és de 1738. D'aquesta àliga antiga se'n sap que era daurada, portava corona reial al cap, un bastó de comandament sota l'ala i un colom viu al bec. De la reconstrucció de 1725, pels albarans i factures que en resten, se sap que tenia els ulls mòbils. S'acompanyava d'una cobla de ministrils pagada pel municipi. L'Àguila tenia tota una sèrie de privilegis sobre els altres elements del seguici festiu, ja que presidia els actes i no podia ballar-la qualsevol, sinó que l'havia de portar un mestre ballador. Tenia una coreografia complicada. El sou d'aquest ballador era superior al dels altres, i a més, el Comú l'obsequiava amb unes sabates i unes mitges d'estam (llana pentinada) quan havia de ballar. Ja al segle xviii els jurats del Comú tenien dificultats per trobar ballador entre els veïns de la ciutat, i el 1725 van haver de contractar un dansador francès, monsieur de La Sonde, per fer ballar l'àguila.

## Avui
L'Àliga actual està feta per l'escultor Manel Llauradó, va ser presentada el 26 de juny del 1996 a la plaça del Mercadal de Reus i segueix l'estil de les àligues tradicionals catalanes. La ballen membres del Col·lectiu Reusenc d'Activitats Culturals (CRAC), grup que en va proposar la reintroducció. Les tonades de la dansa, el «Ball solemne curt», el «Ball solemne llarg» i la marxa, són de Jesús Ventura i la música la interpreta una formació de cobla. Per Corpus i per sant Pere porta un colom de guix al bec, i per les Festes de Misericòrdia, un ram de flors. Hi ha un portador i els acompanyants, als inicis vestien espardenyes vetades de gris, mitges negres, pantalons bombatxos amb estampat daurat, faixa negra i brusa grisa, i una tovallola al coll. El 2023, per primera vegada, hi ha hagut una portadora de l'Àliga.
L'Àliga fa el seu Ball Solemne Curt davant de les autoritats a la sortida de l'Ajuntament abans d'anar a completes, el diumenge abans de sortir a la processó de Corpus i davant de sant Pere el dia de la Festa Major. També davant de l'altar de la mare de Déu de Misericòrdia el dia de la seva festa. El Ball Solemne Llarg el fa el dia de Sant Pere a la plaça del Mercadal.
És fet amb resina de polièster, fibra de vidre, pintada amb pa d'or patinada amb diferents colors, amb corona de ferro forjat amb vitralls, ulls de vidre, vara de comandament de fusta i el pom de plata de llei amb dibuix de l'escut de la rosa de Reus i el colom de guix.

## Característiques[calcitació]
- Material: resina de polièster, fibra de vidre, pintada amb pa d'or patinada amb diferents colors, amb corona de ferro forjat amb vitralls, ulls de vidre vara de comandament de fusta i plata de llei, colom de guix.[5]
- Dimensions i pes: 2,40 m de llargada; 1,40 m d'amplada, 2,45 m d'alçada i 70 kg.[5]
- Tracció: Portada interiorment per una persona[5]
- En la construcció han participat: Manel Llauradó Fortuny, de Reus (constructor); Jaume Biosca Morera i Gerard Biosca Rodriguez, de Reus (pintors); Valentí Martí Canudas «Cal Biel», de l'Espluga de Francolí (constructor corona); Joieria Ferrater, de Reus (pom de la vara comandament) i Gerard Pouget Navarro, de Reus (colom del bec).[6]

- Acompanyament musical: Cobla (Cobla Reus Jove)
- Músiques que li són pròpies: «Ball solemne llarg de l'Àliga de Reus»; «Ball solemne curt de l'Àliga de Reus»; la marxa de l'Àliga de Reus, el toc de processó de Reus i la part menor anomenada «mantuana» i «Cançó» de la primera meitat del segle xviii.